# Picophagales
Ordre
Les Picophagales sont un ordre d’algues de l’embranchement des Ochrophyta et de la Classe des Picophagophyceae.

## Liste des familles
Selon AlgaeBase (13 mars 2022) :
- Picophagaceae Cavalier-Smith, 2006